# Bernkastel-Kues
Bernkastel-Kues település Németországban, Rajna-vidék-Pfalz tartományban. Lakosainak száma 7205 fő (2023. december 31.). Bernkastel-Kues Platten és Zeltingen-Rachtig községekkel határos.

## Fekvése
Wittlich-től délkeletre, a Mosel partján fekvő település.

## Leírása

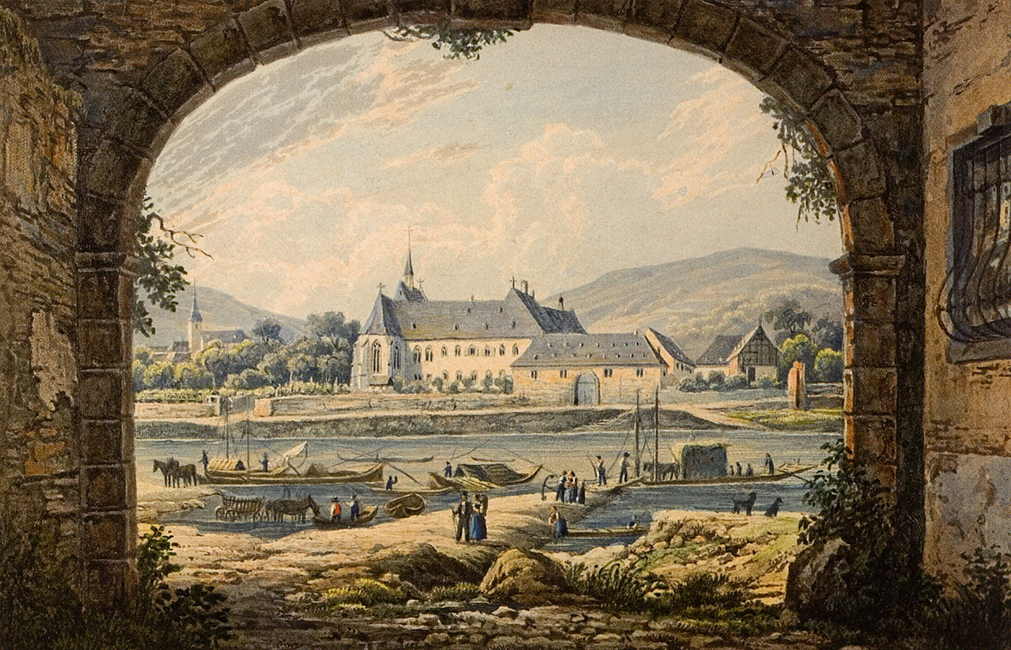
A város látképe egy régi képen

A Középső Mosel-völgyében, a Tiefenbach torkolatánál fekvő ódon városka borairól és borkereskedelméről híres (Bernkastler Doktor és Badstub).
Bernkastler piactere, melyet élénk színű, faragott faházak vesznek körül felejthetetlen látványt nyújt.
A tér közepén áll az 1606-ból való Mihály-kút (Michaelsbrunnen). A téren áll a késő reneszánsz stílusú városháza (Rathaus). A tér északnyugati sarkában áll a régi pellengér.
A folyóparton található a Szt. Mihály templom (St. Michaeelskirche), mely kora gótikus stílusban épült, oltára barokk stílusú.
A Mosel túlpartjára eső Kues városrész híres épülete a Szt. Miklós-kórház (St. Nikolaus-Hospital), melynek alapítója Nicolaus Cusanus kardinális és filozófus, a város szülötte volt. A kórházalapítvány épületéhez tartozik még a gazdag díszítésű keresztfolyósó, a refektórium is, és a kardinális-szoba, valamint az értékes kincseket őrző könyvtár, benne a kardinális könyveinek nagyobb részével, mely több mint 400 pótolhatatlan értékű kéziratot és ősnyomtatványt, középkori csillagászati és egyéb tudományos eszközöket tartalmaz.

## Nevezetességek
- Szt. Mihály templom (St. Michaeelskirche)
- Városháza
- Szt. Miklós kórház épületei és könyvtára
- Landshut vára

## Itt születtek, itt éltek
- Nicolaus Cusanus (1401-1464)- kardinális és filozófus

## Galéria

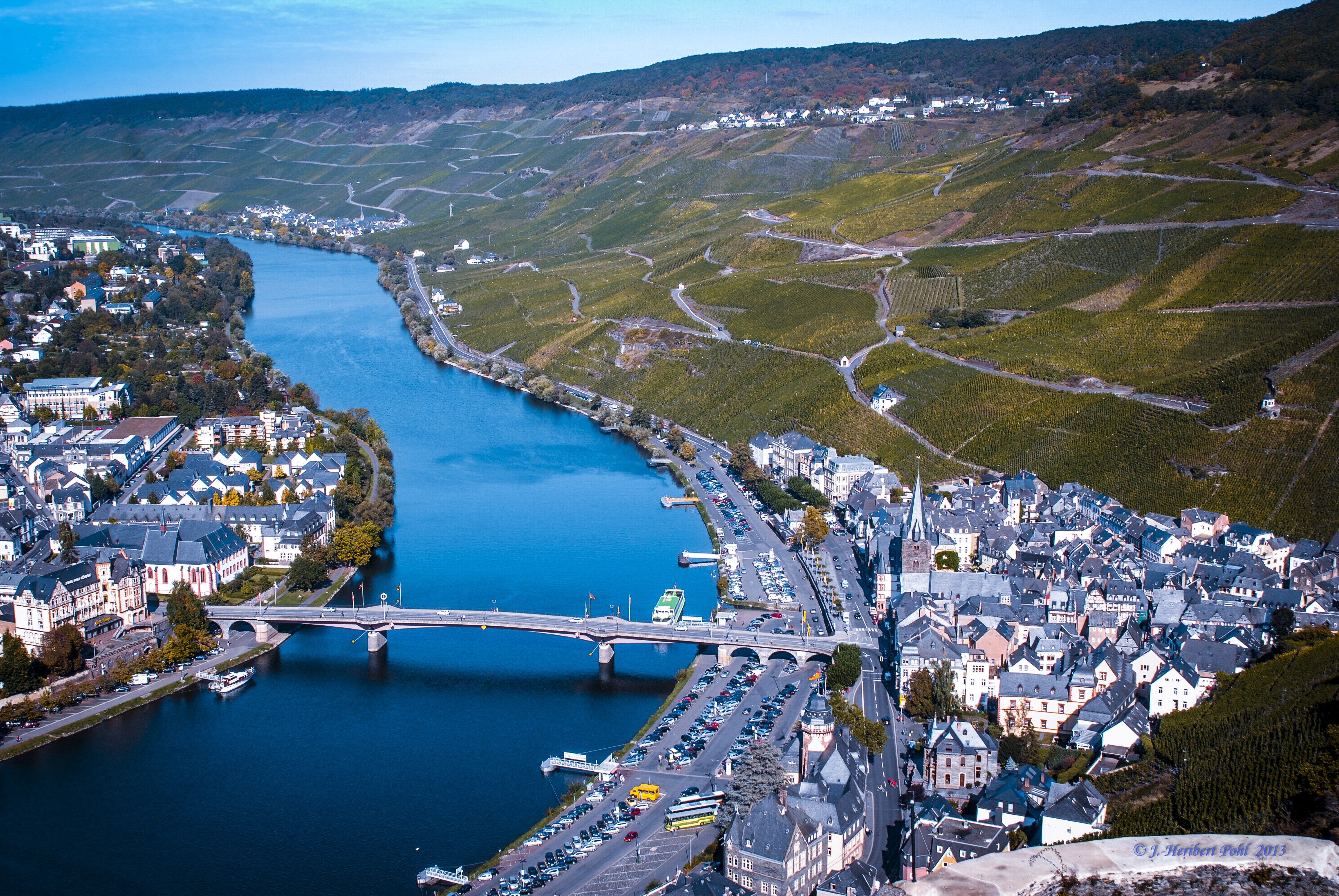
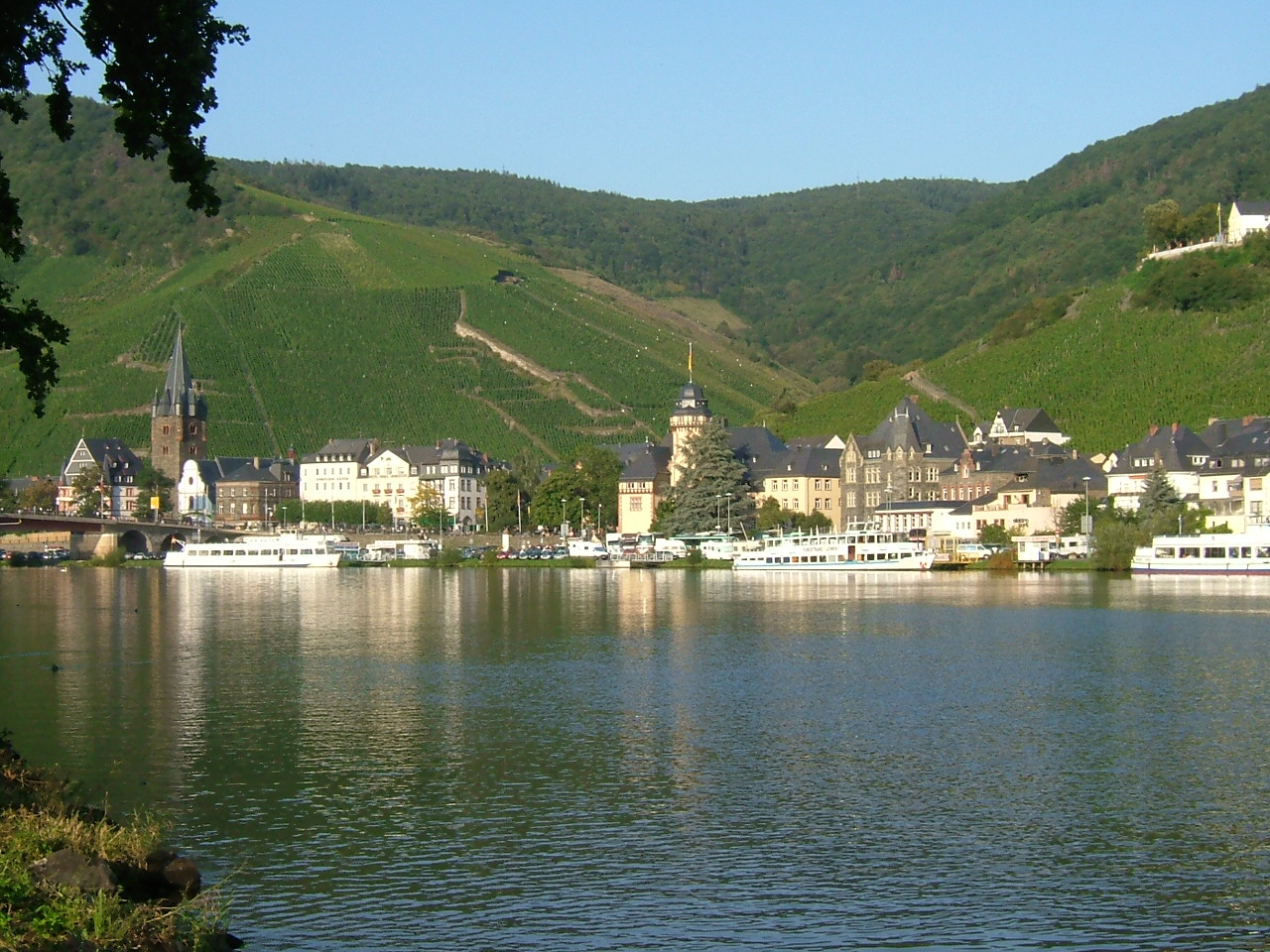
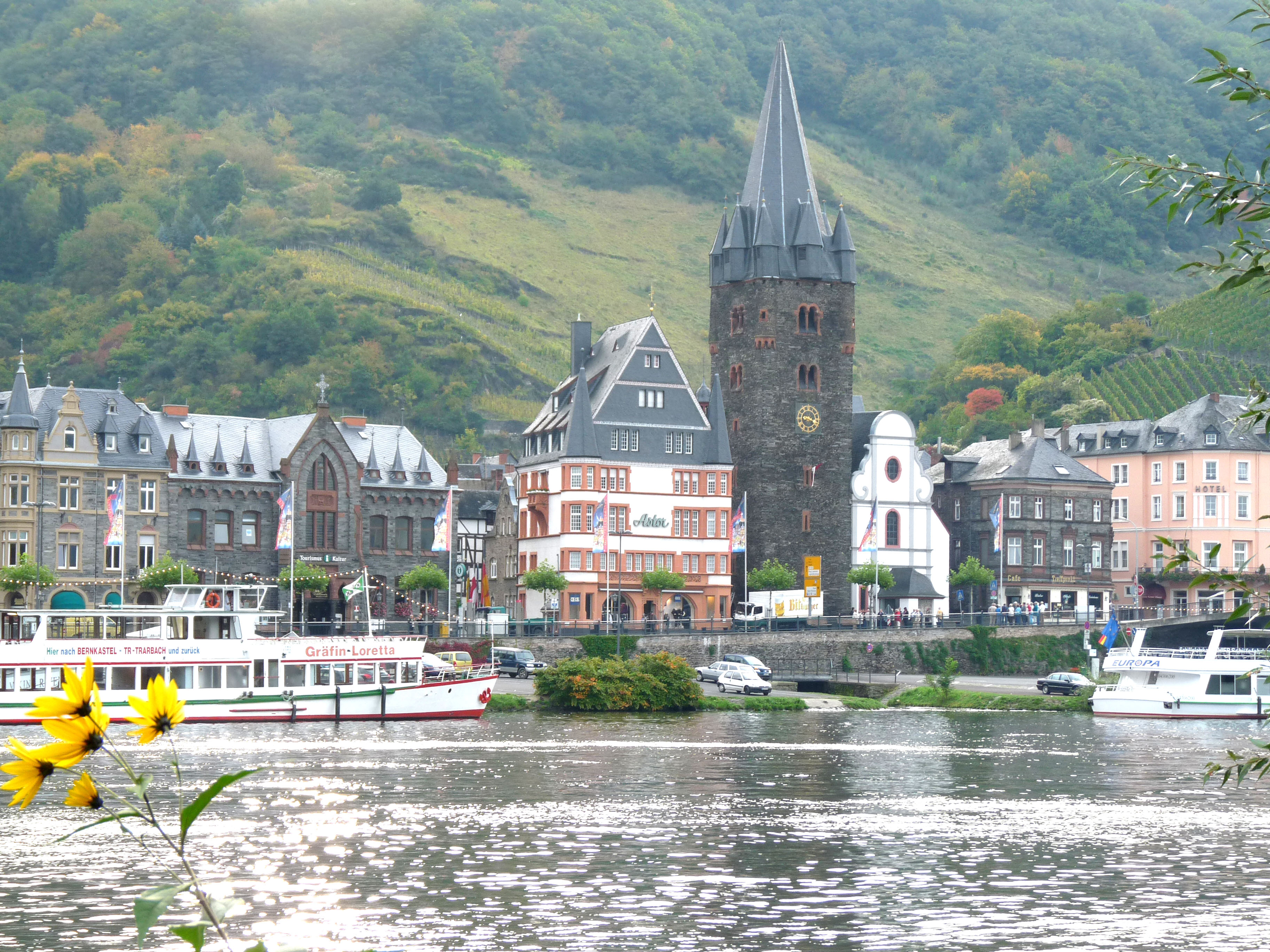
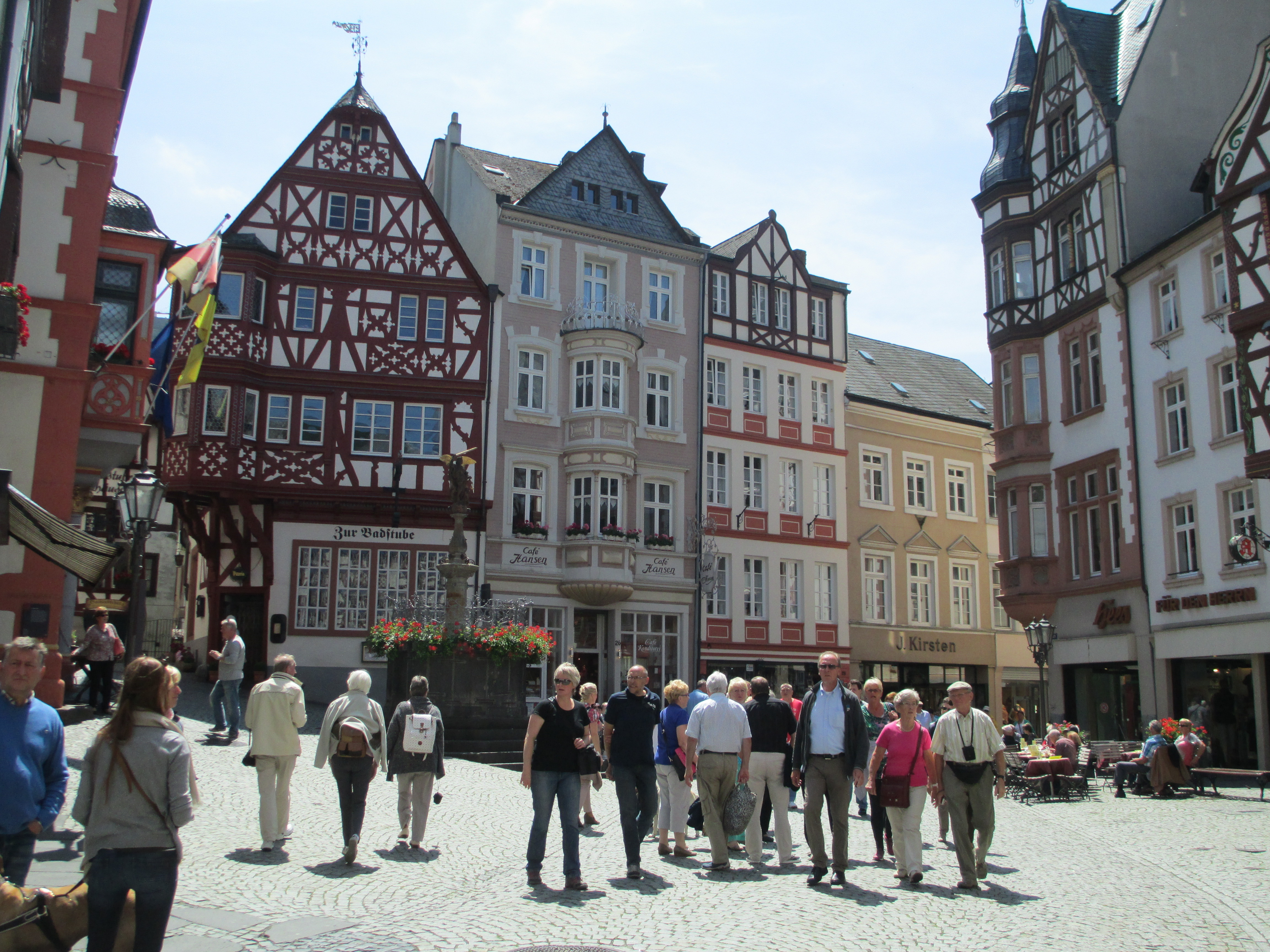
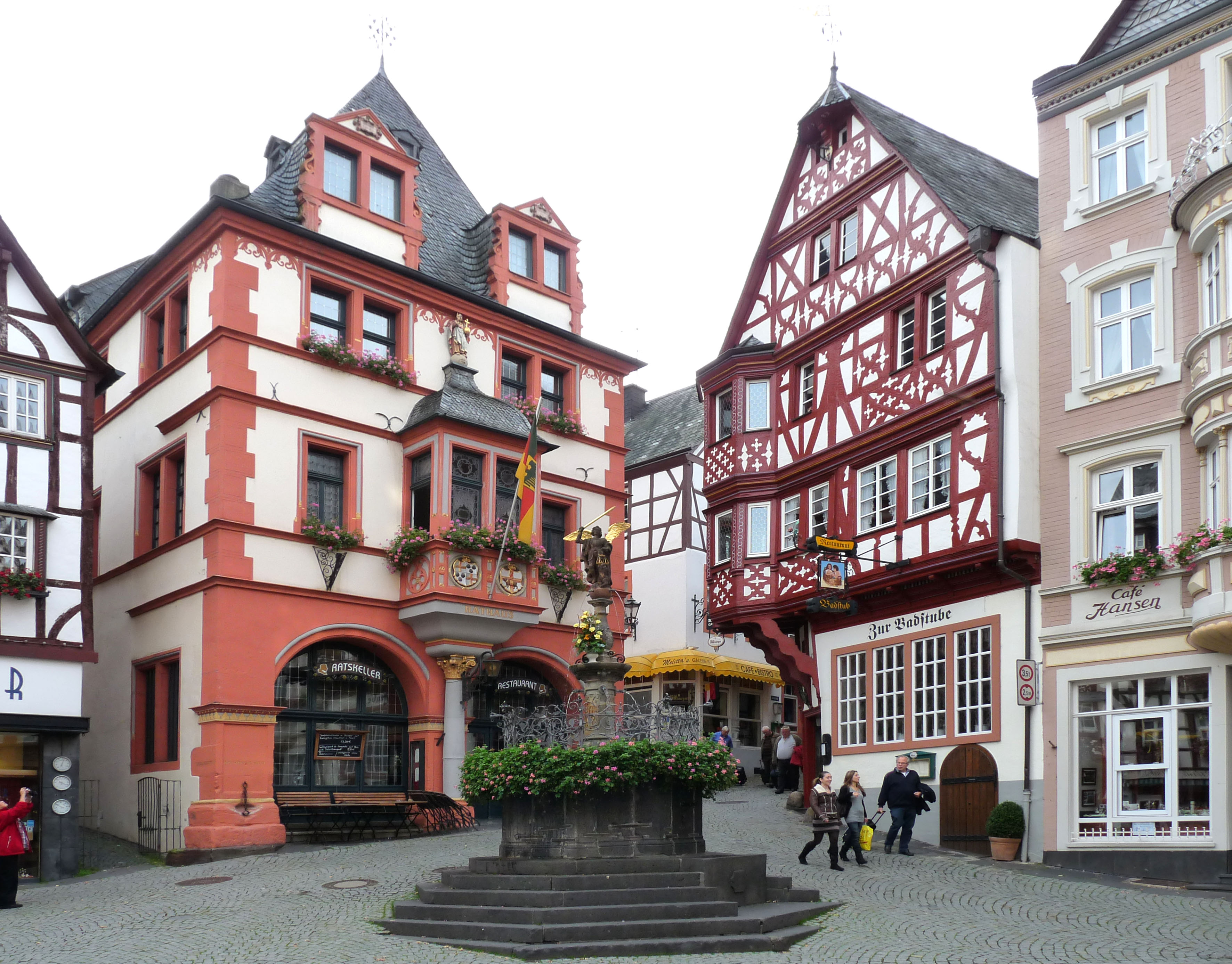
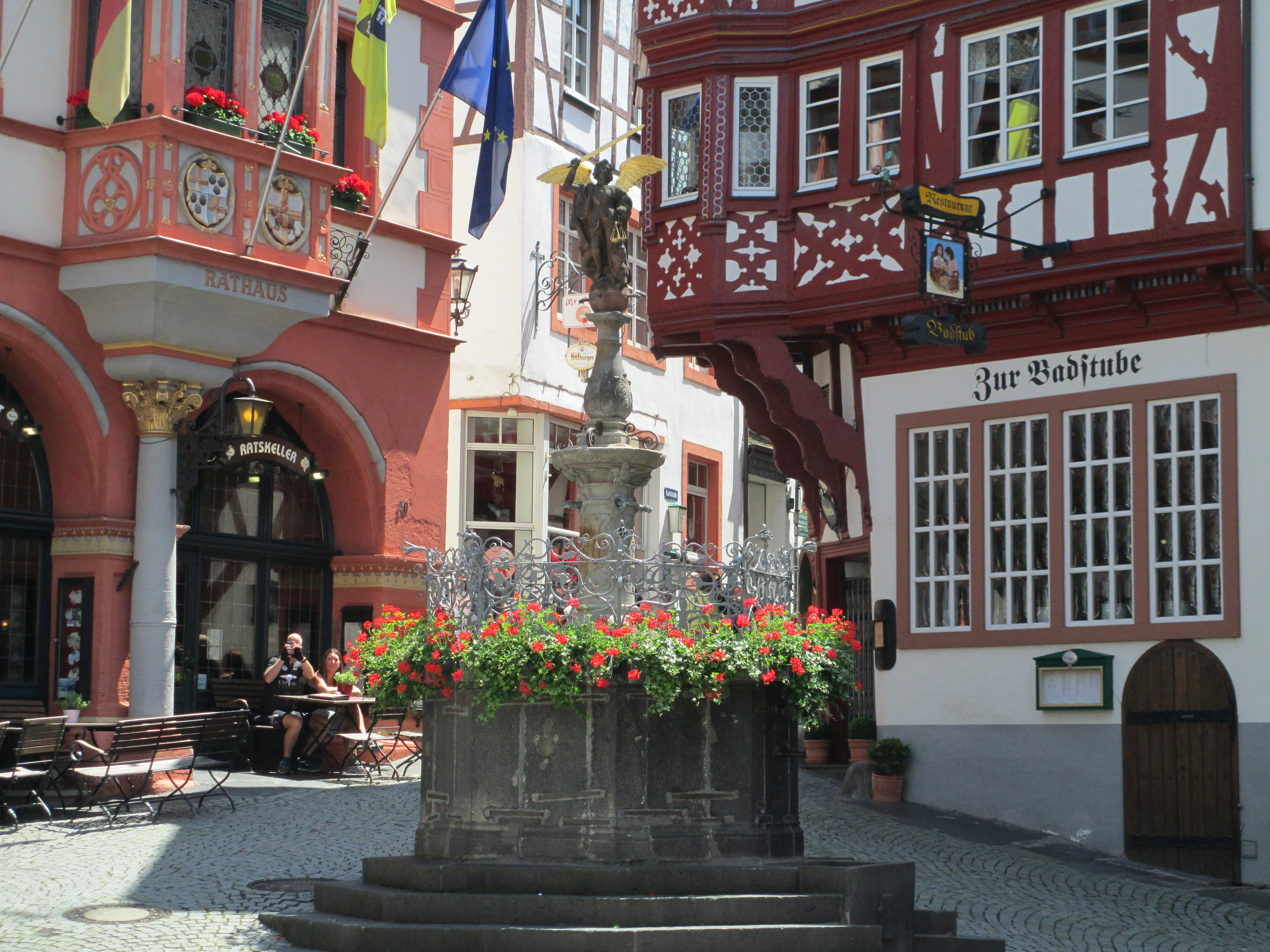
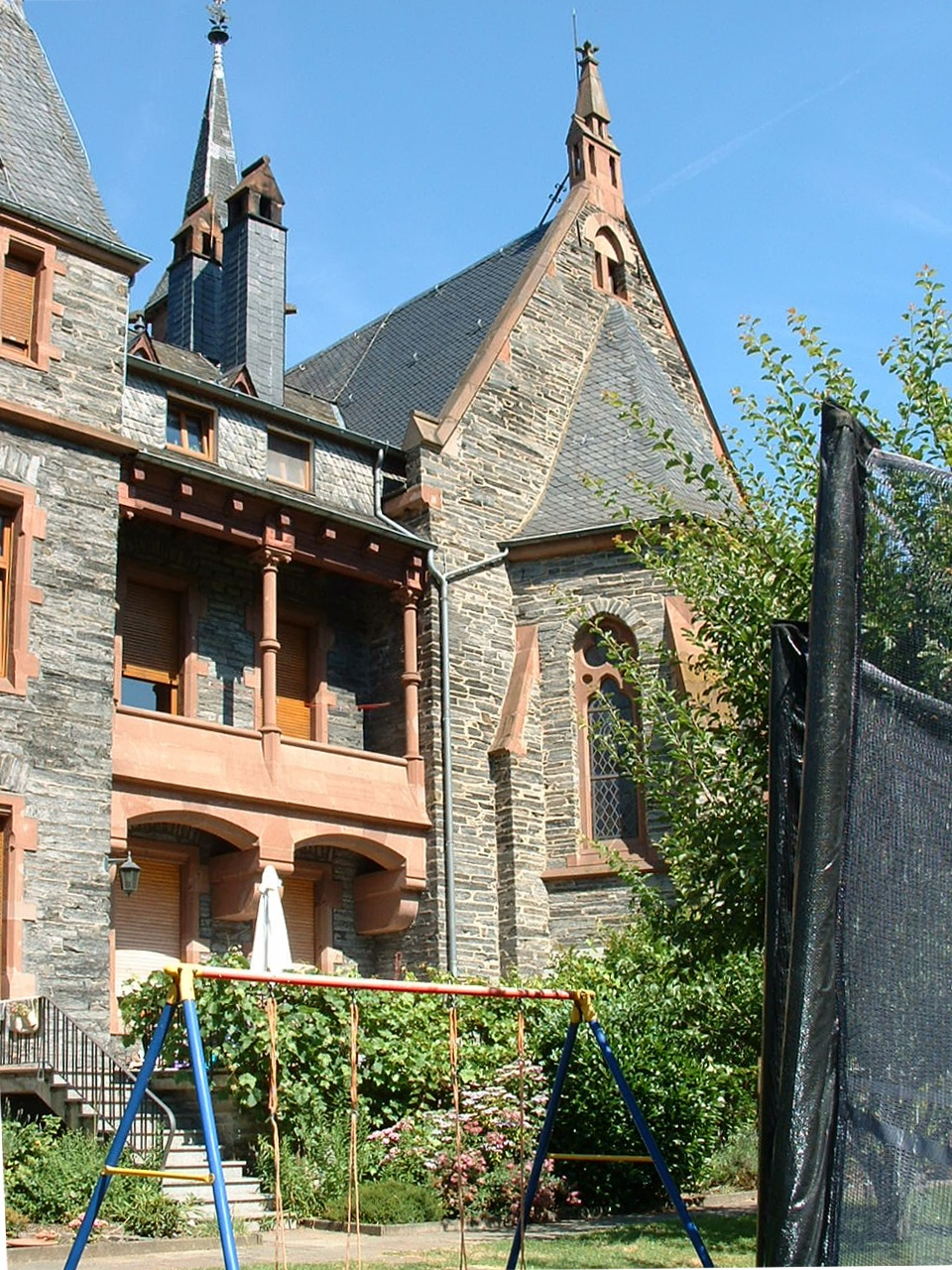
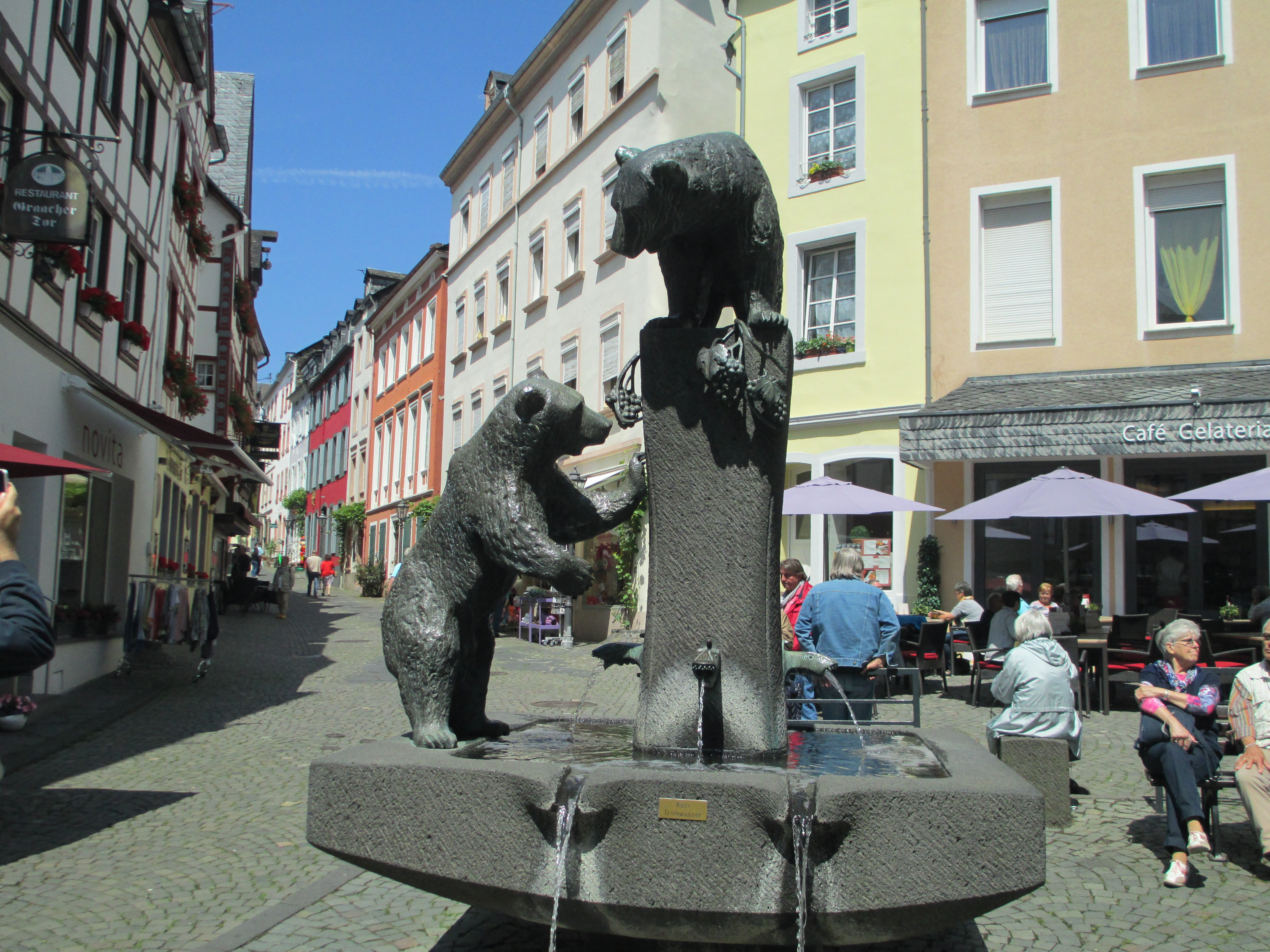
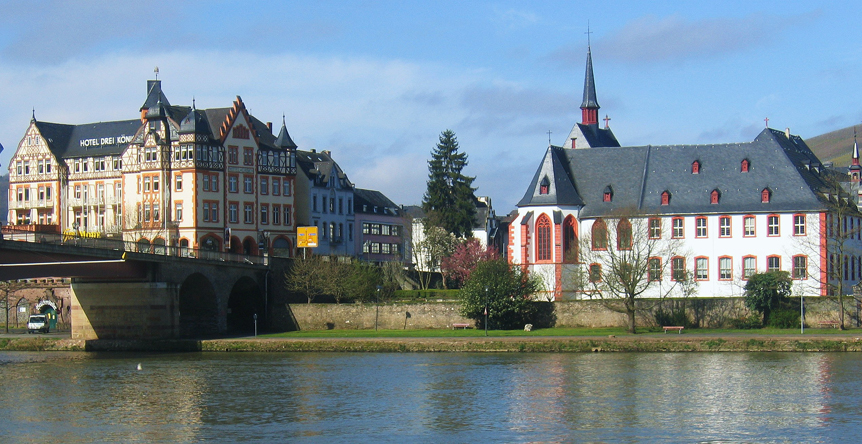
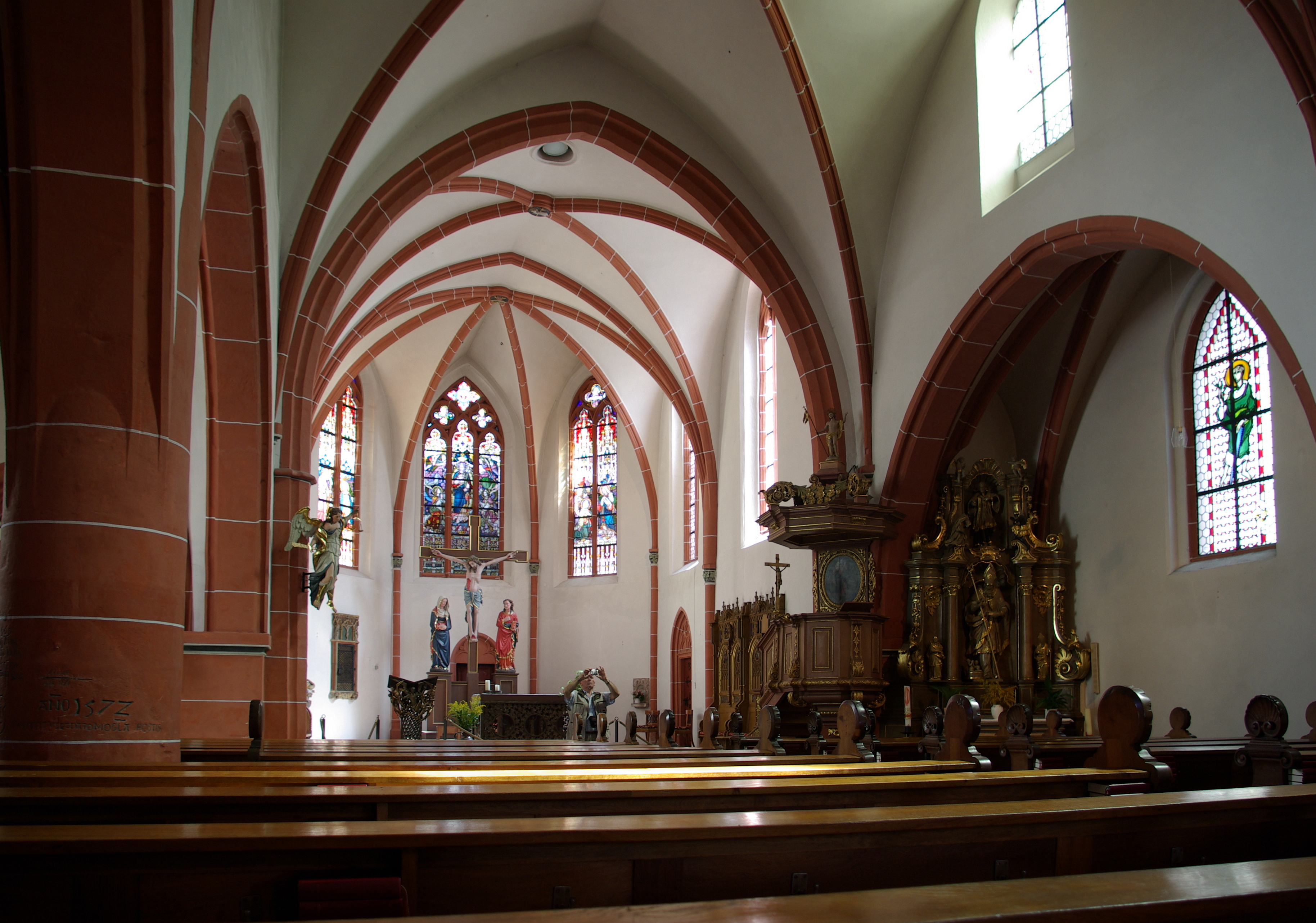
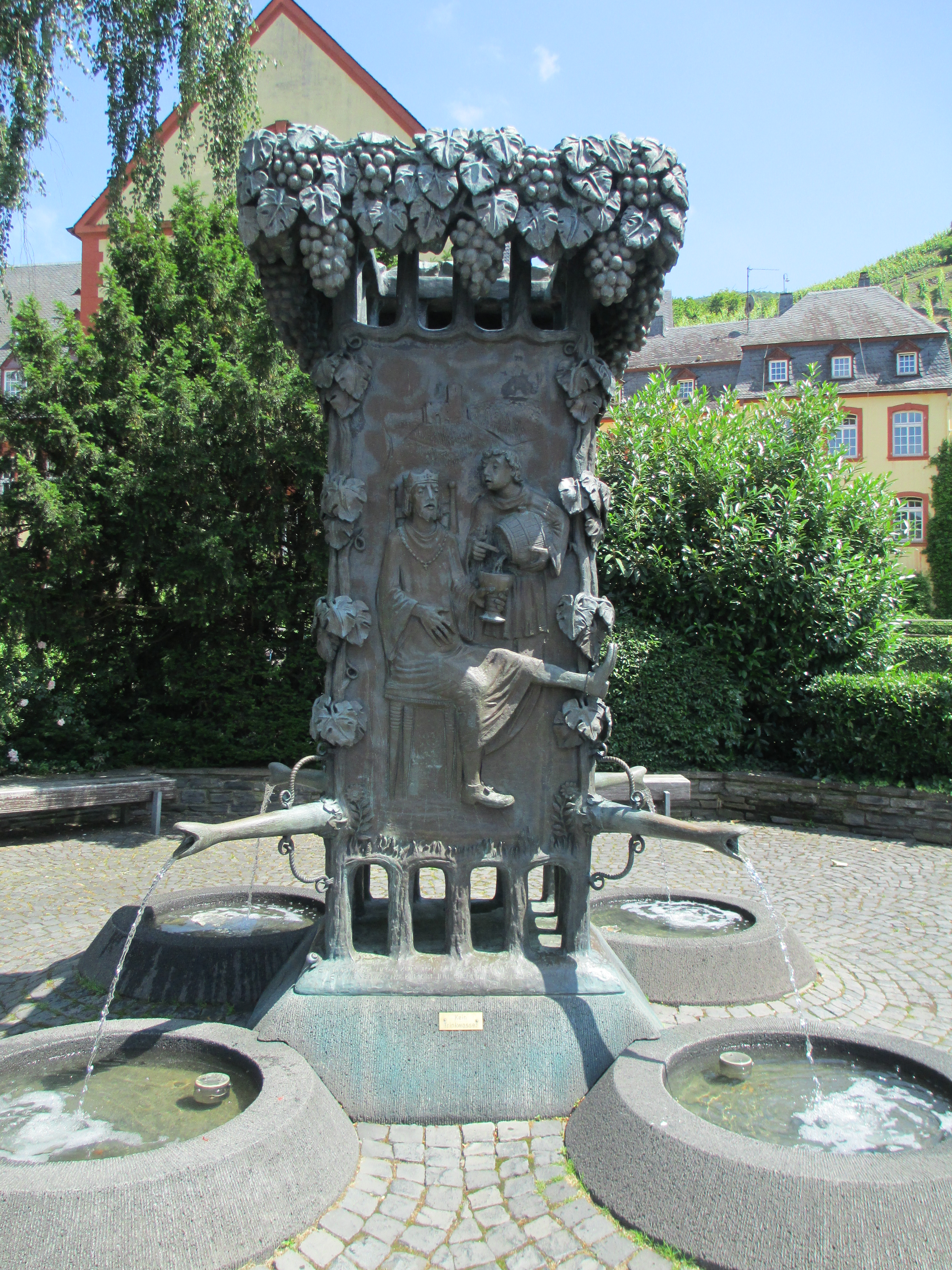
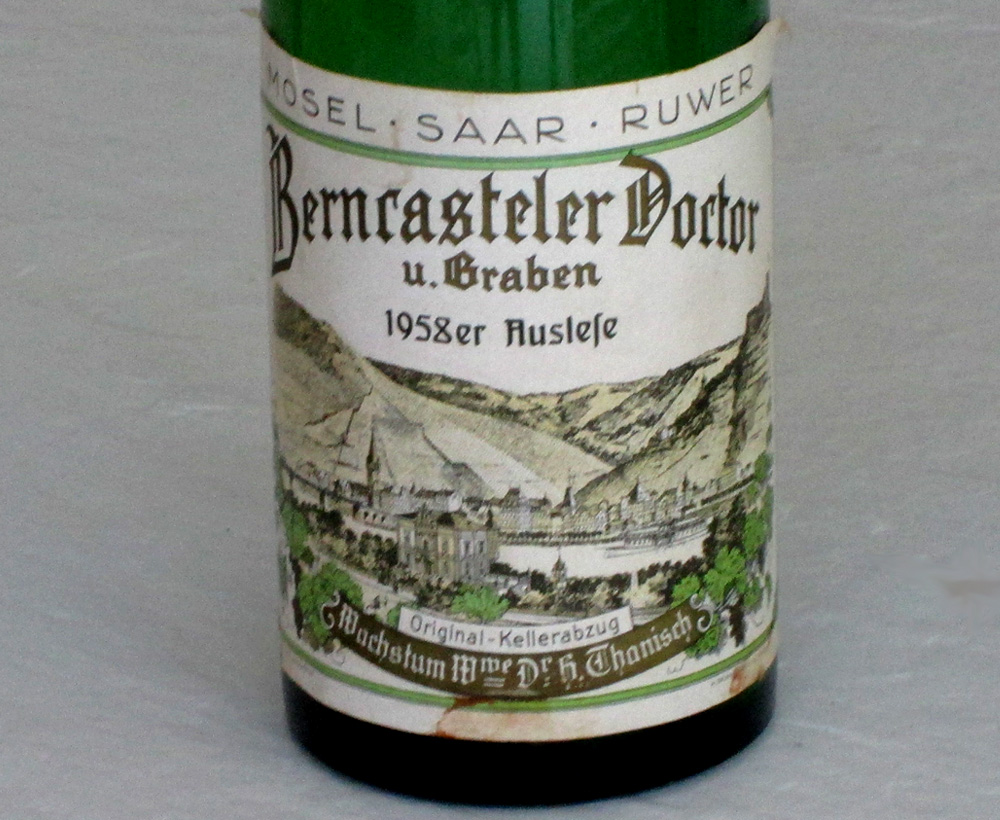

Bernkastelből szép út visz fel a település fölötti Landshut várához is:

## Landshut vára

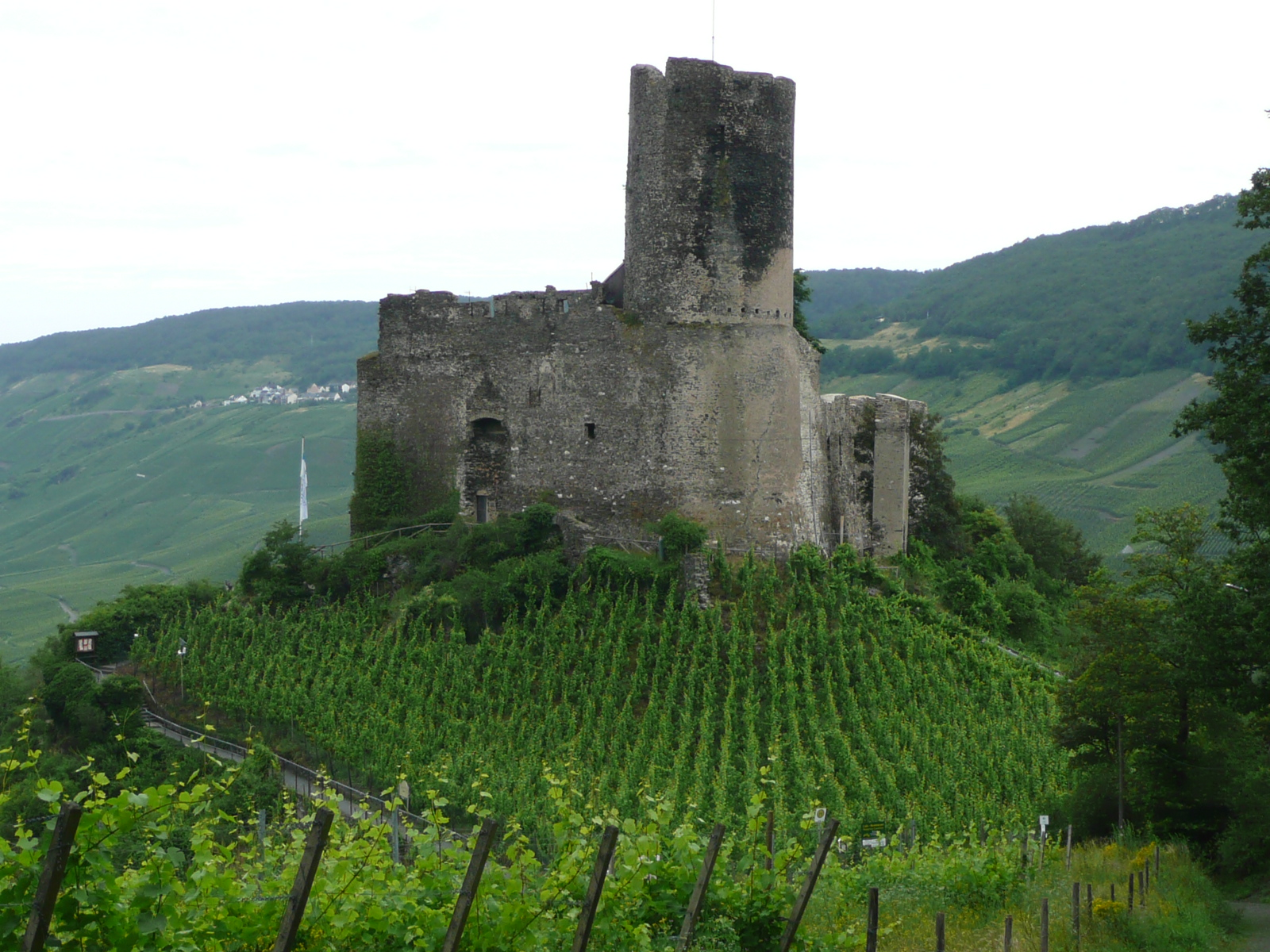
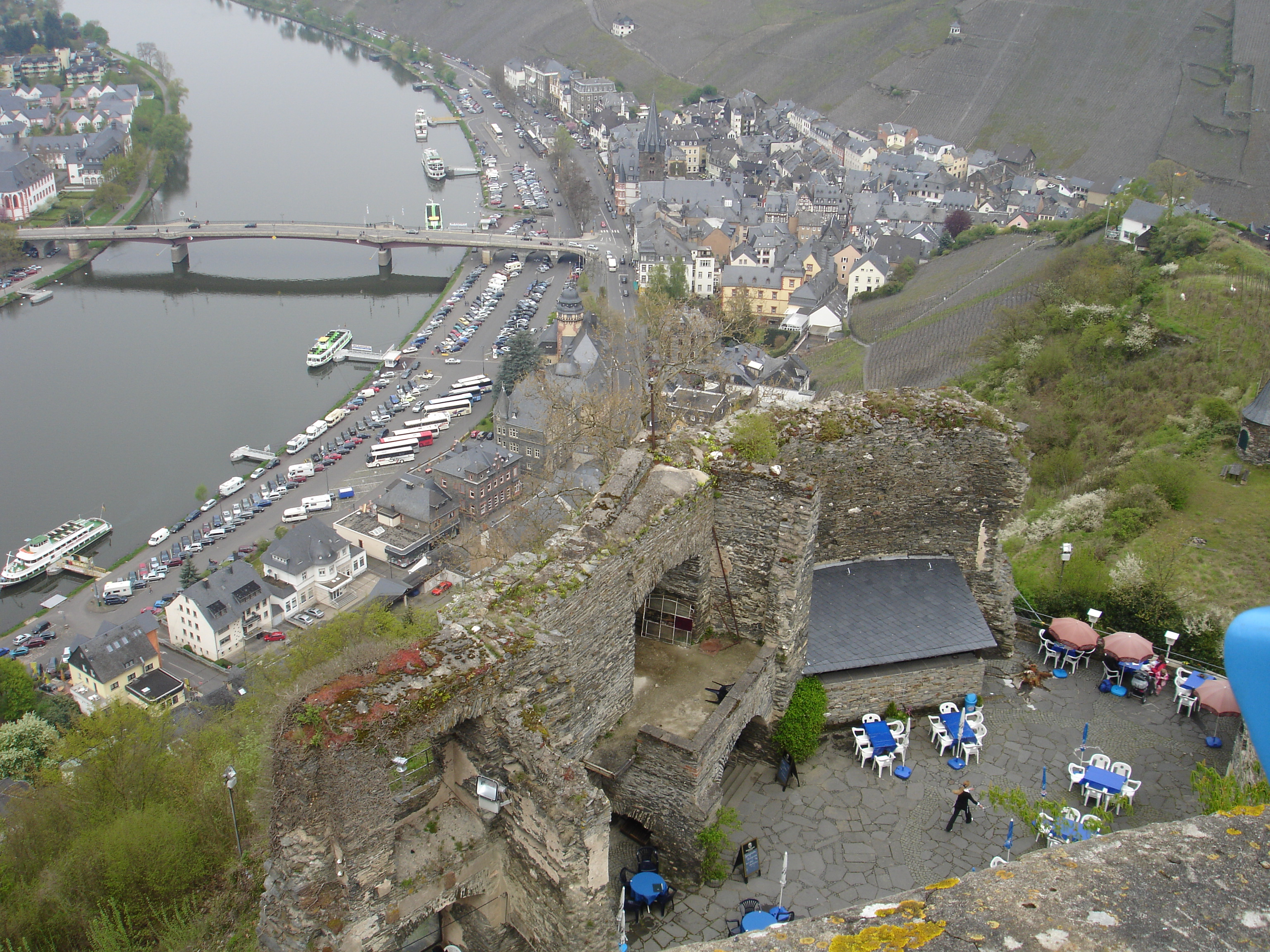
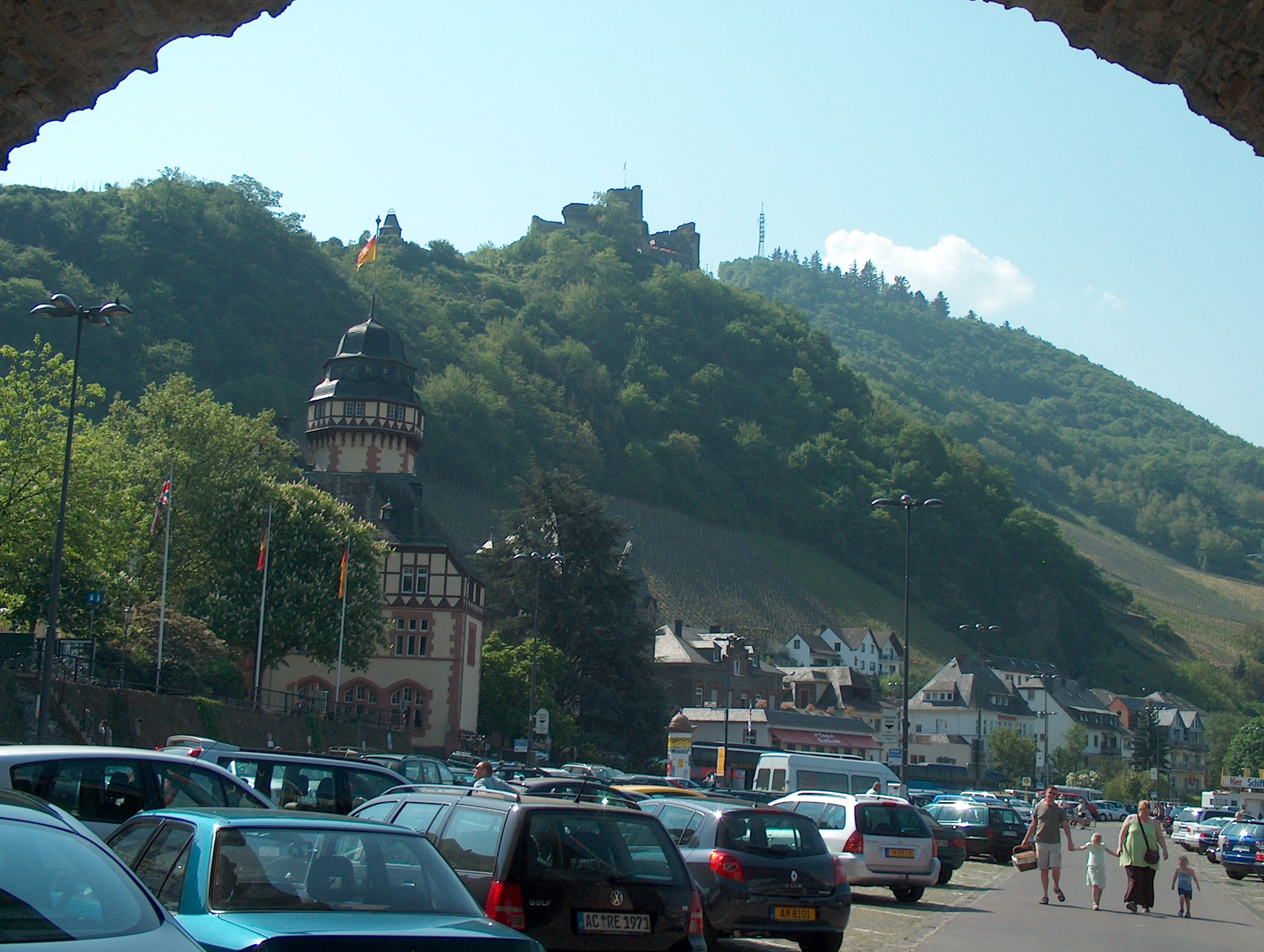
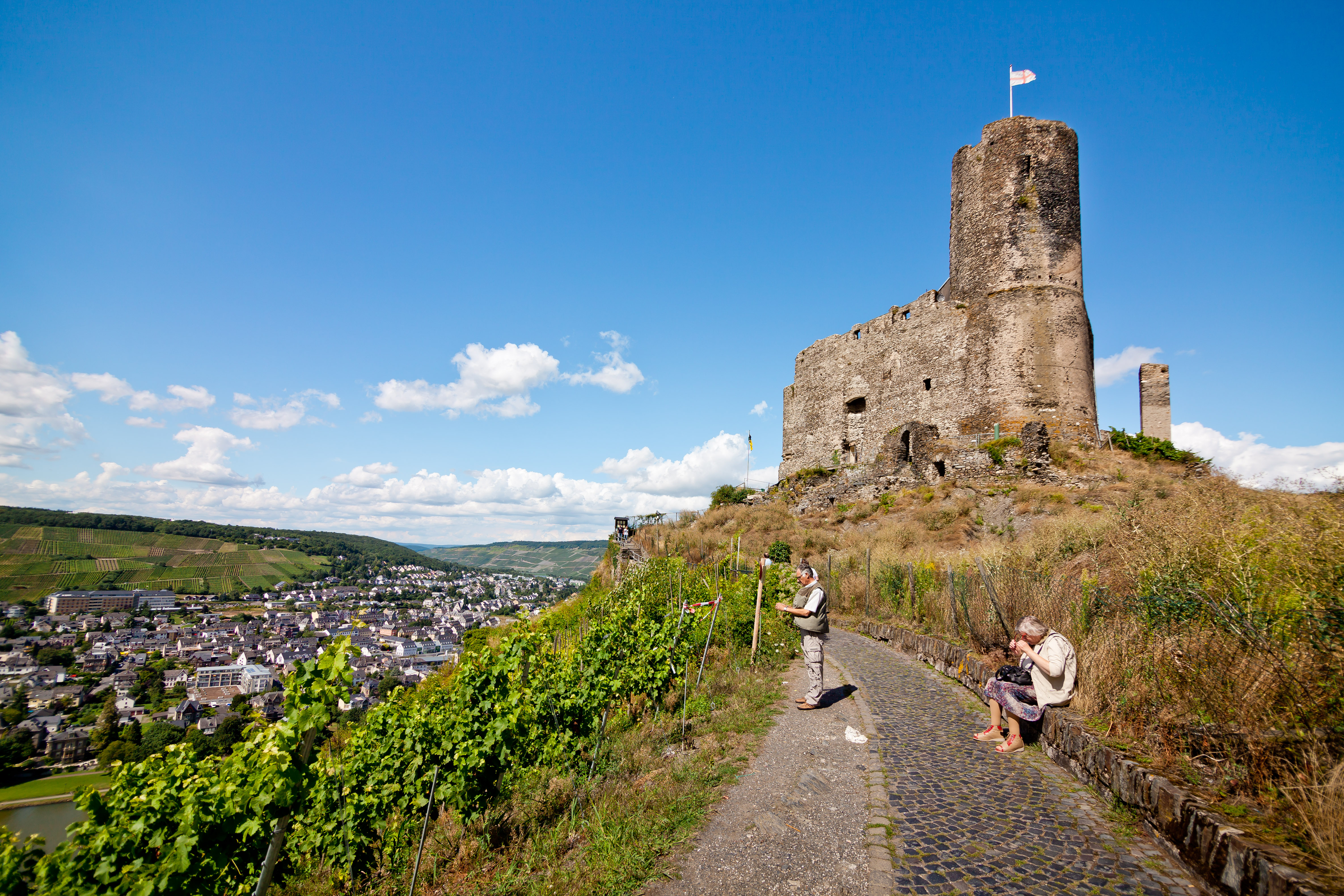
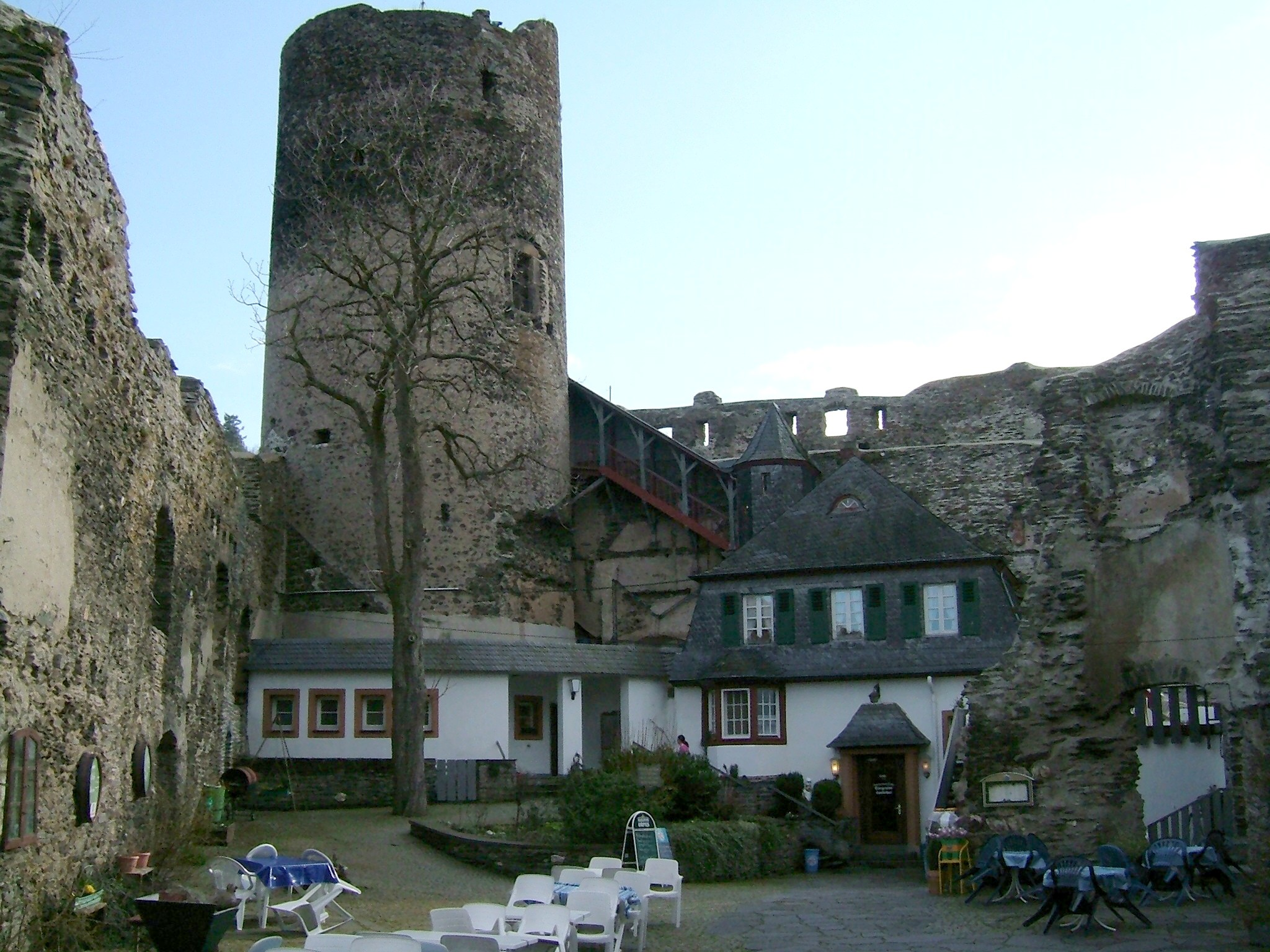